# Соловьёва-Домашенко, Татьяна Васильевна
Татьяна Васильевна Соловьёва-Домашенко, известная также как Татьяна Со-До́ (род. 24 ноября 1945 года, Фрунзе) — советская и российская художница, график, иллюстратор, публицист, галерист, философ, писательница.

## Биография
Татьяна Васильевна Соловьёва родилась 24 ноября 1945 года в городе Фрунзе Киргизской ССР. В 1950 г. семья переезжает на родину отца в город Ленинград. В 1964 году Татьяна Соловьёва заканчивает живописно-педагогическое отделение Художественного училища им. В. Серова и поступает на графический факультет Института живописи, скульптуры и архитектуры им. Репина, который заканчивает в 1970 году. На четвёртом курсе две акварели Татьяны Со-До были взяты в Музей Академии художеств, одна из них до сих пор находится в постоянной экспозиции музея. Акварели, взятые в методический фонд, участвовали в академических выставках за рубежом.
В 1975 году Татьяна Соловьёва-Домашенко вступает в Союз художников СССР. С 1985 года к своей фамилии добавляет фамилию мужа, художника Николая Домашенко.

## Творческий путь
Татьяна Соловьёва проиллюстрировала около сорока детских книг в издательствах «Малыш», «Детская литература» (Москва, Ленинград), «Юнацтва» (Минск), постоянно работала в техниках эстампа и уникальной графики в Комбинате графических искусств. Первая детская книжка с иллюстрациями Т. Соловьёвой вышла из печати в 1969 году. Начиная с 1968 года постоянно участвовала в ленинградских, всероссийских и всесоюзных выставках. Позднее стала отдавать предпочтение персональным выставкам.
К 2006 году из 20 персональных выставок наиболее значимыми для автора были выставки в Союзе художников, выставка графики в Культурном центре города Гётеборга (в 1981 году в рамках дней культуры Ленинграда в Гётеборге), ретроспективная выставка в 1998—1999 году в Музее истории Санкт-Петербурга в пяти залах особняка Н. П. Румянцева, где было показано более 200 работ. Персональные выставки освещались в прессе, по телевидению, на радиостанции «Маяк». Особенно много передач по телевидению, отражавших творчество Татьяны Соловьёвой, пришлось на конец 1970-х — начало 1980-х годов. В 1990-х годах в популярной Санкт-Петербургской программе «Воскресный марафон» прошло три сюжета (один из них — на 20 минут) о творчестве Татьяны Соловьёвой-Домашенко. В 2000 году её творчеству был посвящён телефильм из цикла «Сокровища Петербурга», в том же году о книжной графике художницы было рассказано в телепередаче «Маленьким о маленьких».
В 2003 году на нескольких телевизионных каналах и в прессе освещалась её персональная выставка «Очаровательные петербурженки», посвящённая юбилею города.
Работы Татьяны Соловьёвой-Домашенко покупались с выставок Министерством культуры, Художественным фондом, Музеем истории Санкт-Петербурга. Они находятся в музеях Академии художеств Санкт-Петербурга, Музее истории Санкт-Петербурга, Музее Анны Ахматовой, в музеях Новосибирска, Великого Новгорода, Иркутска и других художественных музеях России и СНГ, в частных собраниях Швеции, Франции, Норвегии, Финляндии, США, музее Ватикана и др. стран.
Татьяна Соловьёва-Домашенко много сил отдала популяризации изобразительного искусства. Было опубликовано несколько статей о проходивших выставках в ленинградской газете «Смена», в журнале «Творчество». В 1987 году большой резонанс вызвала её статья «Эффект со знаком минус» в газете «Советская культура». Отдел пропаганды Союза художников постоянно привлекал художницу на встречи со зрителями. На христианской радиостанции «Мария» Татьяна Со-До провела 10 передач, посвященных изобразительному искусству. Особенной популярностью пользовался цикл передач «Искусство среди нас». Были изданы книги «Встреча с Саламандрой», «Размышления дилетанта», «Страна сновидений».
С 1995 года Татьяна Соловьёва-Домашенко — член Международной Ассоциации искусствоведов (АИС).
Художественный критик и историк искусств Абрам Раскин говорил:

Татьяна Со-До — художник романтического реализма. Она — человек сильного воображения. Одарена таким количеством энергетических запасов, что иному хватило бы на два столетия. А Татьяна всё это выдаёт, воплощает в книгах, афоризмах, и конечно, прежде всего в своём изобразительном искусстве. Татьяна Со-До, безусловно, мастер живописи. Она выявляет предметный мир в колористическом и композиционном плане так, как считает нужным, никому не подражая, и в этом её достоинство

## Галерея в Сопинах
В 2003 годы, Татьяна Соловьва-Домашенко начала создание своей картинной галереи. Деревянное двухэтажное здание бывшей школы (построено в конце XIX века) в деревне Сопины превращено теперь картинную галерею. Работа по ремонту здания и обустройству галереи началась около 12 лет назад и продолжает до сих пор. Всё, начиная от строительной отделки и заканчивая оформлением выставочных залов, сделано её собственными руками.
По результатам работы по восстановлению здания, Татьяна Васильевна написала книгу «Женщина строит», в которой даются дельные, практические советы.

## Основные выставки
1. «Акварель и рисунок» Ленинград 1968 г.
2. Молодёжная выставка «МОЙ ЛЕНИНГРАД» Ленинград 1970 г.
3. «Выставка эстампа» Ленинград 1970 г.

1. «Весенняя выставка» Ленинград 1971 г.
2. Всесоюзная выставка дипломных работ 1972 г.
3. Молодёжная выставка Ленинград 1972 г.
4. Всесоюзная молодёжная выставка 1972 г.
5. «СССР — наша Родина» Ленинград 1972 г.
6. «Натюрморт ленинградских художников» Ленинград. 1973 г.
7. Пражская Академия искусств. Выставка студентов-графиков. Прага. 1973 г.
8. «Весенняя выставка». Ленинград. 1973 г.
9. «Эстамп ленинградских художников». Ленинград 1973 г.
10. Всероссийская выставка эстампа. Москва 1974 г.
11. Выставка книжной графики. Ленинград 1974 г.
12. «Молодость, мастерство, современность» Ленинград. 1973 г.
13. «Наш современник» Ленинград Русский музей. 1975г
14. Республиканская выставка «Иллюстрации русской и советской классики» 1975 г.
15. «Весенняя выставка». Ленинград 1976 г.
16. «Искусство принадлежит народу» Москва 1977 г.
17. Выставка, посвященная международному женскому дню. Ленинград 1977 г.
18. Выставка молодых художников. г. Гданьск. (Польша) 1977 г.
19. Молодёжная выставка. Г. Кронштадт. 1977 г.
20. «Петербург — Петроград — Ленинград» г. Ленинград 1978
21. «60 лет комсомола» Ленинград 1978 г.
22. Всероссийская выставка эстампа. Москва. 1978 г.
23. Персональная выставка. Кофейный домик Летнего сада. Ленинград. 1979 г.
24. Молодёжная выставка. Ленинград.1979 г.
25. «Осенняя выставка». Ленинград. 1978 г.
26. «Осенняя выставка». Ленинград 1979 г.
27. «Наш современник» Ленинград 1979 г.
28. «Петербург — Петроград — Ленинград» ЦВЗ Ленинград 1979 г.
29. Персональная выставка во Дворце культуры им. Ленсовета 1979 г.
30. Выставка советской графики. Берлин. Германия. 1980 г.
31. Персональная выставка. Союз художников. Ленинград. 1980 г.
32. «Осенняя выставка». Ленинград. 1981г
33. «Мы строим коммунизм». Ленинград. 1981 г.
34. Молодёжная выставка. (Юбилейная). Ленинград 1981 г.
35. Зональная выставка. Ленинград. 1981 г.
36. Всероссийская выставка «Советская Россия». Москва. 1981.
37. Персональная выставка. (Дни культуры Ленинграда в Гётеборге. Швеция) 1981 г.
38. Молодёжная выставка. Ленинград. 1982 г.
39. Персональная выставка. Салон «Ленинград» Ленинград 1982 г.
40. «Осенняя выставка». Ленинград 1983 г.
41. «Графика Ленинграда за 10 лет». Ленинград 1984 г.
42. «Осенняя выставка». Ленинград 1984 г.
43. Персональная выставка в Выставочном зале журнала «Аврора» Ленинград 1980 г.
44. Всесоюзная выставка эстампа. 1984 г. Москва
45. Всесоюзная выставка «Земля и люди» Москва 1984 г.
46. Всесоюзная выставка «Наш современник» 1984 г.
47. «Наш Ленинград» Ленинград 1985 г.
48. Зональная выставка. Ленинград. 1985 г.
49. Выставка экслибриса. Салон «Ленинград» 1985 г.
50. Персональная выставка. Дом журналистов. Ленинград 1986 г.
51. «Осенняя выставка». Ленинград 1986 г.
52. Всероссийская выставка графики. 1986 г.
53. Ленинградская выставка книжной графики. Ленинград 1986 г.
54. Всесоюзная выставка «Сатира и юмор» 1986 г.
55. Всесоюзная выставка графики. Москва. 1987 г.
56. «Осенняя выставка». Ленинград. 1988 г.
57. Групповая выставка в Доме журналистов. Ленинград 1989 г.
58. Всесоюзная выставка «Земля и космос» 1989 г.
59. Персональная выставка. Союз художников. Ленинград 1989 г.
60. Всероссийская выставка эстампа. 1989 г. Москва.
61. Персональная выставка. г. Сосновый Бор. 1990 г.
62. Зональная выставка. Ленинград 1990 г.
63. «Осенняя выставка». Ленинград 1991 г.
64. Персональная выставка. Союз художников. Ленинград 1992 г.
65. «Осенняя выставка». Ленинград 1992 г.
66. Выставка графики (совместная с художником Николаем Домашенко) в г. Гданьске (Польша), 1992 г.
67. Персональная выставка. Галерея «Квадрат» С-Пб 1993 г.
68. Персональная выставка. Галерея «Три Владимира» г. Пушкин (С-Пб), 1995 г.
69. Персональная выставка в бизнес-центре «Нептун» С-Пб 1996 г.
70. Персональная выставка. Культурный центр. Особняк Кочубея. С-Пб 1997 г.
71. Персональная выставка. Галерея «Квадрат» г. С-Пб 1997 г.
72. «Осенняя выставка». С-Петербург. 1997 г.
73. Персональная ретроспективная выставка. Музей истории С-Петербурга. 28.11.1998 г.-15.04.1999 г. Более 200 произведений живописи и графики).
74. Персональная выставка. Выставочный зал «Ржевка» С-Пб 1999 г.
75. Три персональные выставки подряд. г. Извара. (Лен. обл.) Дом-музей Николая Рериха. 1999—2000 гг.
76. Групповая выставка петербургских художников. Музей г. Пейсли. Шотландия. 2000 г.
77. Персональная выставка. Выставочный зал Дома Учёных С-Пб 2000 г.
78. «Осенняя выставка». Союз художников С-Пб 2002 г.
79. Юбилейная выставка. (К юбилею С-Пб) Манеж. С-Пб 2003 г.
80. Персональная выставка «Очаровательные петербурженки» (к 300-летию С-Пб) С-Пб 2003 г.
81. Юбилейная выставка (к 60-летию художника) Бизнес — центр «Нептун» С-Пб 2003 г.
82. 75 лет традиций и новаторства Манеж г. С-Пб 2008 г.
83. Выставка эстампа. Манеж. С-Пб. 2010 г.
84. 80 лет Санкт-Петербургскому Союзу художников. Союз художников С-Пб. 2012 г.
85. Персональная выставка «Радость бытия» Союз художников. С-Пб. 2013 г. Апрель.4 апреля 2013 года в Выставочном Центре Союза Художников(ул. Большая Морская, д. 38, зал трапеция) на выставке художницы были представлены живопись, лоскутная аппликация[1].
86. Персональная выставка графики в библиотеке им. Фёдора Абрамова (Санкт-Петербург)2015

## Список дополнительных материалов
1. Набор открыток — репродукции картин Татьяны Со-До.
2. Буклеты выставок
3. Аннотация к выставке "Пространство живописи Татьяны Со-До
4. Диск с записями телефильма «Сокровища Петербурга», посвящённый творчеству Татьяны Со-До, её книжной графике, а также слайдфильм «Галерея Со-До».
5. Книга Татьяны Со-До «Страна сновидений».